# Sân vận động Petrokimia
Sân vận động Petrokimia (tiếng Indonesia: Stadion Petrokimia; còn được gọi là Sân vận động Tri Dharma) là một sân vận động đa năng ở huyện Gresik, Đông Java, Indonesia. Sân có sức chứa 20.000 người. Đây là sân nhà của Gresik United (trước đây có tên là Petrokimia Putra).